# Homeostazie
Homeostazia (din limba greacă, hómoios = aceeași, și stásis = stare) reprezintă în biologie proprietatea unui organism de a menține, în limite foarte apropiate, constantele mediului său intern. În mod general, din puncte de vedere multiple (ale ciberneticii, ecologiei, psihologie, teoriei sistemelor, ș.a.m.d.), homeostazia reprezintă proprietatea unui sistem de a menține un echilibru static al condițiilor inițiale, spre deosebire de homeorezie, care este conceptul (cu un anumit grad de antinomie), care reprezintă proprietatea sau starea unui sistem de a menține un echilibru dinamic al acestuia.
  

## Homeostazia biologica

### Istoricul termenului
Termenul a fost pentru prima dată propus de medicul american Walter B. Cannon în anul 1932, în cartea sa The Wisdom of the Body, deși Claude Bernard, la mijlocul secolului al XIX-lea, a fost primul care a observat că parametrii fiziologici ai corpului uman, precum temperatura, presiunea arterială, etc, tind să mențină o oarecare stabilitate a corpului, numind homeostazia - echilibrul dinamic ce ne menține în viață.

### Tipuri de mecanisme fiziologice de reglare
- Termoreglarea;
- Osmoreglarea

### Factori care influențează homeostazia
Homeostazia este influențată de 2 tipuri de factori: cei produși de mediul intern al organismului, și factorii externi. 

### Mecanismele homeostaziei
Mecanismele de reglare homeostatice presupun existenta a 3 componente: receptorul;centrul de control (set point); efectorul.